# Осока (Пуховицький район)
Осока (біл. вёска Асака) — село в складі Пуховицького району Мінської області, Білорусь. Село підпорядковане Новопольській сільській раді, розташоване в центральній частині області.